# Steinsdorf (Altmannstein)

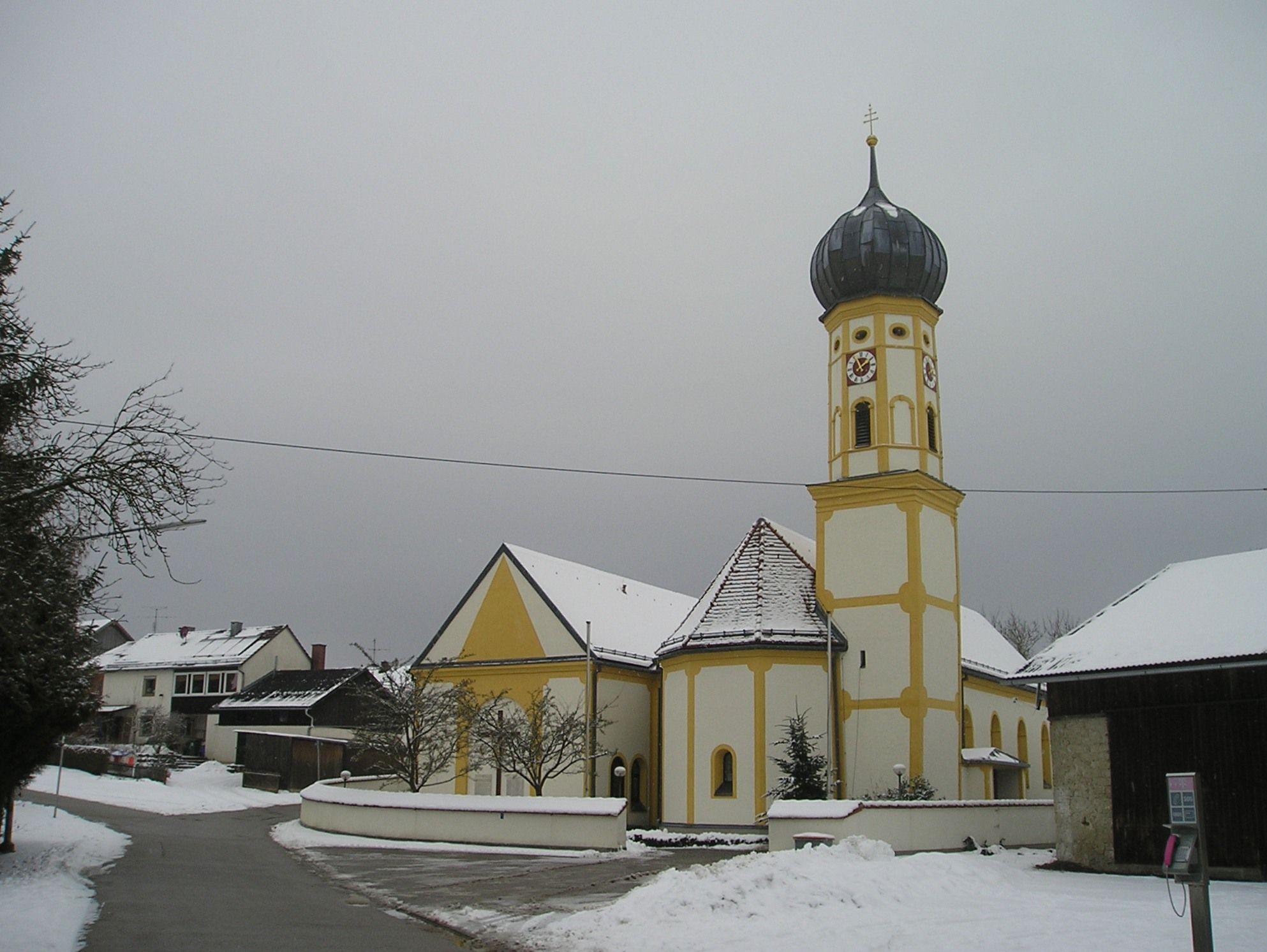
Steinsdorf

Steinsdorf ist ein Gemeindeteil des Marktes Altmannstein im Landkreis Eichstätt.

## Lage
Das Kirchdorf liegt inmitten bewaldeter Jurahänge in einer kleinen Talmulde.

## Geschichte
Ein „Stainesdorf“ wurde im Jahre 955 erstmals urkundlich erwähnt; ob es sich um das Steinsdorf südlich des Schambachtales auf der Jurahöhe handelt, ist nicht gesichert. Die nächste gesicherte urkundliche Erwähnung stammt mit der Namensnennung von „Pero von Steinesdorf“ aus dem Jahr 1120. 
In der wechselhaften Geschichte des Ortes waren unter anderem Dietrich von Hexenagger, das Kloster Biburg, Dietrich von Mendorf, die Kirche Schambach (Kipfenberg) und das Kloster St. Emmeram Regensburg Herrscher über die Ortschaft, bis sie im Jahre 1427 in den Besitz der Muggenthaler, Herren von Sandersdorf, überging. Während des Dreißigjährigen Krieges wurde Steinsdorf zweimal von den Schweden besetzt (1632 und 1645), die unermessliche Not über das Dorf brachten.
1704 erbaute Franz Ignaz von Muggenthal in Steinsdorf ein Schlösschen, das 1910 abgerissen wurde. Die Herrschaft der Muggenthaler über Steinsdorf dauerte bis etwa 1780. Als letzter des Geschlechtes war Felix Karl, Kanoniker bei St. Martin in Landshut, Besitzer von Steinsdorf, das er an die Universität Ingolstadt verkaufte.
Bis zum Jahre 1882 mussten die Steinsdorfer Kinder nach Mendorf in die Schule gehen, dann erhielt der Ort eine eigene Schule, die bis zur Eingliederung in den Schulverband Sandersdorf im Jahr 1970 Bestand hatte.
Steinsdorf besaß mit der gleichnamigen Station einen Eisenbahnanschluss an der Bahnstrecke Ingolstadt–Riedenburg. Personenverkehr bestand zwischen dem 1. Mai 1903 und der endgültigen Betriebseinstellung am 28. Mai 1972.
1939 hatte das Dorf 339 Einwohner. Bei der bayerischen Gebietsreform wurde Steinsdorf am 1. Januar 1972 in den Markt Altmannstein eingegliedert. Am 15. März 2007 betrug die Einwohnerzahl 591. 2008 wurde ein Dorfgemeinschaftshaus für die 18 Vereine im Dorf eingeweiht.

## Ortskirche
Die Expositurkirche, die zur Pfarrei Sollern gehört, ist dem hl. Martin geweiht und wurde 1770 erbaut. 1871 und 1901 erfolgten Renovierungen. Im Innern findet sich ein Grabstein für Felix von Muggenthal († 1735). 1981 wurde die Kirche aufgrund des Bevölkerungszuwachses erweitert; Architekt Blasius Spreng errichtete parallel zum alten Längsbau einen Neubau und verband beide harmonisch miteinander.
Am 3. März 2017 kam es in dem Gotteshaus zu einem Großbrand, wobei die Kirche erheblich beschädigt wurde. So brannten unter anderem die Dachstühle beider Kirchenschiffe völlig ab.

## Kultur und Sehenswürdigkeiten
Die Rockgruppe D’Hundskrippln entstammen dem Dorf. 